# Rangée de cylindres

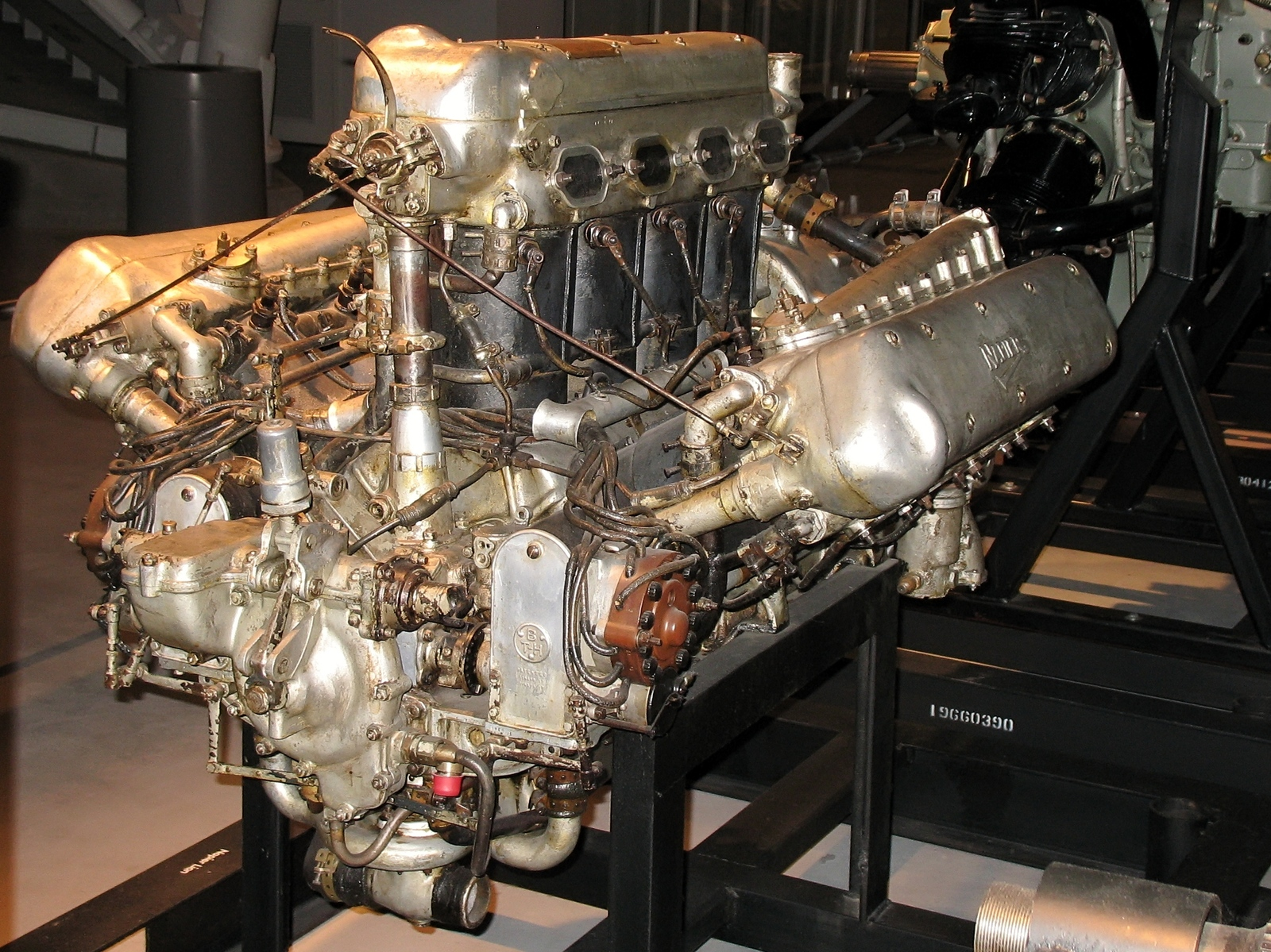
1919 Moteur d'avion Napier Lion II avec trois rangées de cylindres

Les moteurs à pistons disposent généralement d'une architecture permettant aux cylindres d'être alignés parallèlement au vilebrequin. Lorsqu'ils sont disposés sur une seule rangée, on parle alors de moteur avec cylindres en ligne (ou moteur en ligne). 
Lorsque les cylindres sont disposés sur deux rangées ou plus (comme dans les moteurs en V, W, X ou les moteurs à plats), chaque ligne de cylindres est appelée rangée ou banc de cylindres. L'angle entre les bancs de cylindres est appelé «angle d'inclinaison». Les moteurs à plusieurs rangées de cylindres sont plus courts que les moteurs en ligne et peuvent être conçus pour annuler le déséquilibre des forces de chaque rangée de cylindres, afin de réduire les vibrations. 

## Nombre de cylindres
Les moteurs six cylindres sont courants sous la forme de moteurs à cylindres en ligne (également appelés «moteurs en ligne») ou moteurs en V.
Pour les moteurs de plus de six cylindres, la disposition en V est la plus courante. 
Les moteurs de moins de six cylindres adopte généralement une disposition en ligne. 
Il existe des exceptions à cela : des moteurs à huit cylindres en ligne ont été installés sur certaines voitures de luxe de 1919 à 1954,,. Quelques moteurs V4 ont également été produits chez Ford ou comme pour des moteurs hors-bord marins avec un vilebrequin vertical. Les moteurs à deux cylindres (maintenant rarement utilisés pour les voitures) sont couramment utilisés pour les motos dans des configurations à bicylindre droit, en V ou à plat. Plus récemment de nombreux petits moteurs de voiture adoptent une disposition en ligne à trois cylindres.

## Nombre de bancs
La disposition la plus courante pour les moteurs de cinq cylindres et moins est celle d'une seule rangée de cylindres, appelée disposition en ligne. Historiquement, les moteurs à six cylindres utilisaient une disposition en ligne, mais une disposition en V (avec deux rangées de trois cylindres) est maintenant plus courante pour les moteurs à six cylindres des voitures plus petites, car elle présente l'avantage d'être plus compacte à l'extérieur,. Si la longueur totale n'est pas une limitation, comme pour les camions ou les groupes électrogènes, alors le moteur 6 en ligne reste courant. Les configurations à deux rangées (généralement en V) sont utilisées pour la plupart des moteurs de 8 cylindres ou plus, afin de minimiser la longueur du bloc moteur. 
| Nbre de bancs | Disposition du moteur | Commentaires |
| ------------- | --------------------- | --- |
| Un            | Moteur en ligne       | |
| Deux          | Moteur en V           | Certains moteurs V à angle étroit ont une seule culasse partagée entre les deux bancs. Par exemple moteurs VR VW et moteur Lancia V4 |
| Deux          | Moteur à plat         | De nombreux moteurs plats sont appelés moteurs boxer                                                                                 |
| Trois         | Moteur en W           | Soit trois ou quatre bancs |
| Quatre        | Moteur en W           | Soit trois ou quatre bancs |

## Avantages des moteurs multi-bancs
Les principaux avantages des moteurs multi-bancs sont leur longueur plus courte et, dans certains cas, la capacité d'avoir moins de vibrations grâce à un meilleur équilibrage du moteur ,. Cet équilibre est atteint lorsque les forces d'un banc sont annulées par la force d'un cylindre dans une autre banc. Il dépend davantage de la disposition du vilebrequin que des bancs de cylindres seuls : les plans sur lesquels sont disposés les pistons, donc leur calage et leurs vibrations, dépendent à la fois du banc de cylindres et de l'angle du vilebrequin. 
La longueur plus courte d'un bloc multi-bancs facilite l'installation de moteurs avec un nombre important de cylindres dans l'espace limité disponible d'un compartiment moteur. Il en résulte également une construction plus rigide en torsion pour le vilebrequin et le carter. 

## Moteurs radiaux

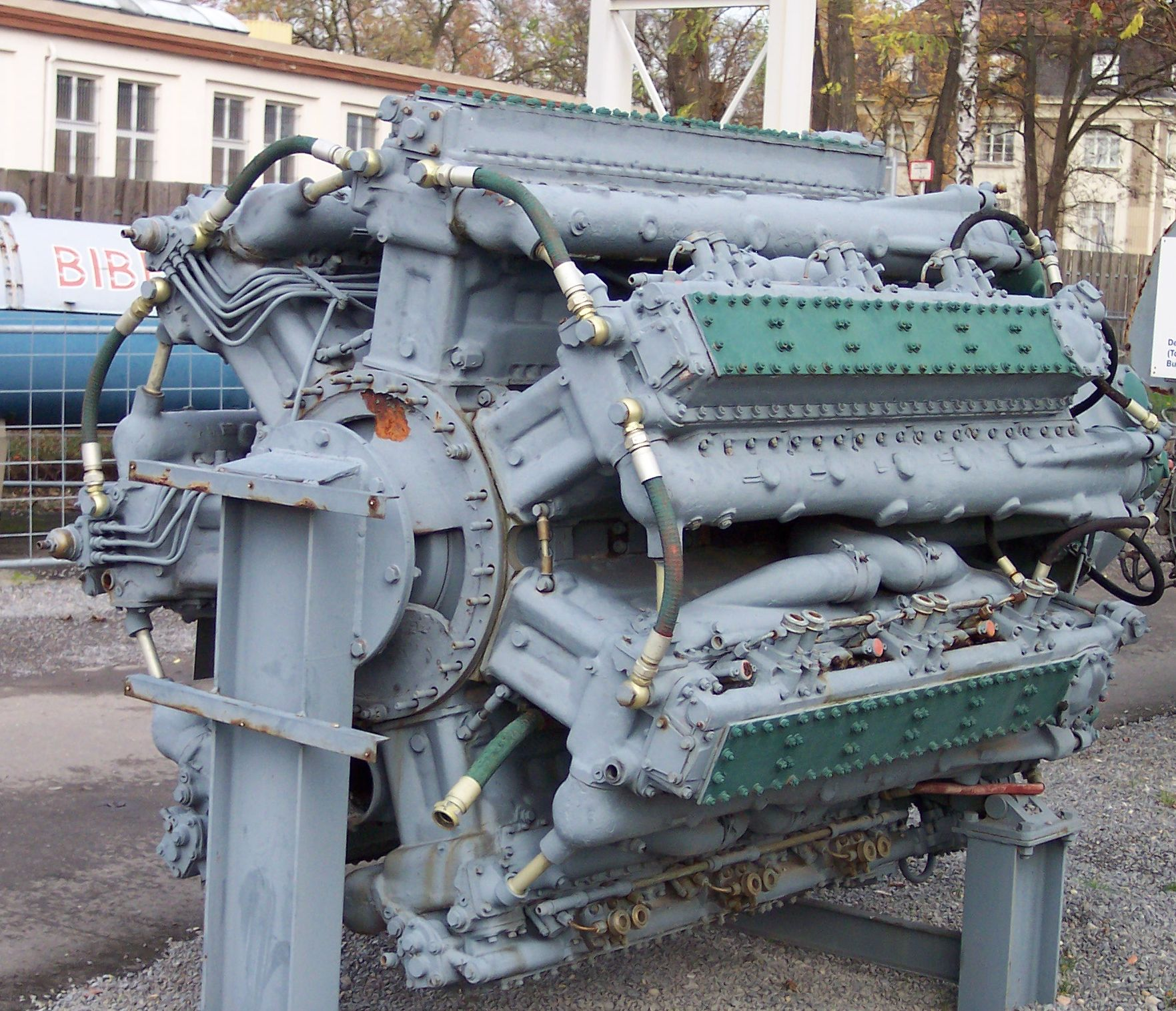
Moteur radial Zvezda M503

Dans un moteur radial, les cylindres sont disposés radialement en cercle. Les radiaux simples utilisent une seule rangée de cylindres (c'est-à-dire un cercle). Les radiaux plus grands utilisent deux, voire quatre rangées de cylindres. Cependant, les cylindres d'un moteur radial à plusieurs rangées sont disposés tout à fait différemment d'un moteur à plusieurs rangées typique. La plupart des radiaux ont également des nombres impairs de cylindres dans chaque rangée décalés entre les rangées successives. Cette configuration permet d'améliorer la circulation de l'air sur les cylindres de ces moteurs refroidis par air. 
Quelques moteurs radiaux rares, tels que l'Armstrong Siddeley Deerhound de 1935-1941  et le Zvezda M503 des années 1970 ont configuré leurs multiples rangées de cylindres de manière à aligner leurs cylindres en bancs. 

## Voir également
- Configuration du moteur